# Liodrosophila crescens
Liodrosophila crescens är en tvåvingeart som beskrevs av Toyohi Okada 1992. Liodrosophila crescens ingår i släktet Liodrosophila och familjen daggflugor.
Artens utbredningsområde är Sri Lanka. Inga underarter finns listade i Catalogue of Life.